# برنجة
البَرَنجة أو الفرنجية (Паранджа ) هو رداء تقليدي في آسيا الوسطى للنساء والفتيات يغطي الرأس والجسم.  والمعروف أيضا باسم «البرقع» بلغات أخرى. وهو مماثل في الأسلوب الأساسي والوظيفة للأنماط الإقليمية الأخرى مثل الجادر الأفغاني. تم استخدام الكازمباند والبَرَنجة من قبل النساء لتغطية أنفسهم بالكامل في مدن في آسيا الوسطى.
في المناطق الآمنة في آسيا الوسطى (اليوم أوزبكستان وطاجيكستان)، كانت النساء ترتدي الحجاب الذي يحجب الوجه بأكمله. هذه كانت تسمى بَرَنجة أو فرنجية. كان يتم أرتداء الحجاب التقليدي في آسيا الوسطى قبل العصر الحديث هو الفرنجية.  الجزء الذي غطى الوجه، والمعروف باسم جَجْفُون (أو chachvon)، كان ثقيل الوزن ومصنوع من شعر الخيل. كان منتشرا على وجه الخصوص بين الأوزبك في المناطق الحضرية والطاجيك. كان يُرتدي البَرَنجة في خورزم. كان ييم ارتدائه أيضا خلال حكم الشيبانيين (ج1510-1600).

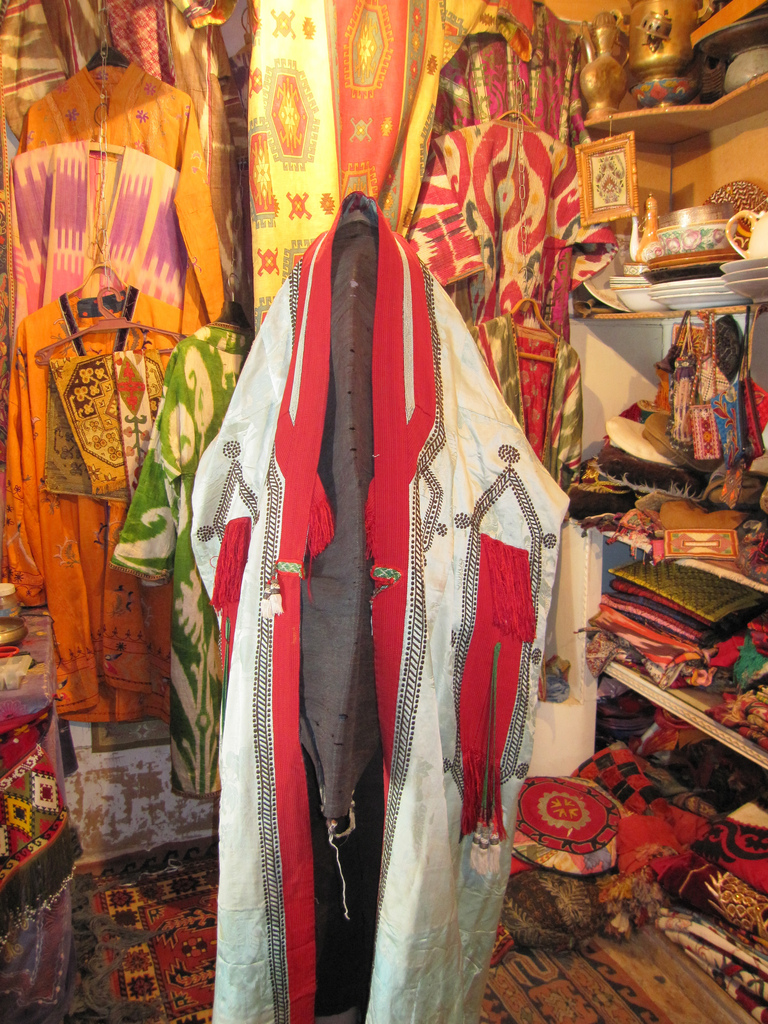
مثال على البَرَنجة الأُزبكية

في القرن التاسع عشر، اضطرت نساء الطاجيك والمسلمات الأوزبكيات إلى ارتداء البَرَنجة خارج المنزل. كانت البَرَنجة وججفون في عام 1917 مشتركين بين نساء الأقليات الحضريات في أحواض الأنهار الجنوبية. كان هذا أقل شيوعًا في المناطق الريفية، ونادرًا على السهول البدوية.
واحدة من الروايات التاريخية للبَرَنجة هي من اللورد كرزون، الذي سافر إلى بخارى في عام 1886. خلال فترة وجوده هناك لم يسبق له أن رأى امرأة تتراوح أعمارهم بين 10 و 50 سنة، لأنها كانت كلها مخبأة. كان حجاب شعر الخيل الأسود الثقيل «سيئًا للغاية وخششًا للرؤية»، وكانت النساء اللواتي يمشين في عباءات زرقاء ملفوفة بشكل فضفاض مع الأكمام الفارغة مثبتات قد «تخطأ بأن الملابس تتجول»، وقد غطت الأحذية الجلدية الكبيرة أقدامهن.    وأشار كرزون إلى أن «السيدات اللواتي يتمتعن برتبة جيدة وحسن الخلق لا يغامرن أبدًا أن يظهرن أنفسهن في أي مكان أو بازار عام». أدان هذا كنوع من الاستبداد، وهو مفهوم مبالغ فيه وخاطئ للأخلاق في كل مكان في الشرق، ولكن لس هناك أي مكان مثير مثل بخارى. 
شجعت ثورة أكتوبر في روسيا على تحرير النساء، وسعت إلى تثبيط أو حظر الحجاب والبارانجا. وقد أطلق على النقاب من قبل السوفييت «هجوم» في الجمهورية الاشتراكية السوفيتية (SSR). في الوقت الذي ضمن فيه الشيوعيون السوفييت سيطرتهم على آسيا الوسطى، تم حظر الشاشان والبَرَنجة. أحرقت البَرَنجة بناء على أوامر من الشيوعيين. ومع ذلك، ردت بعض النساء المسلمات اللواتي يرتدين الحجاب بقتل النساء اللواتي أرسلن لإخراج الحجاب. عارض بعض الأوزبك بعنف حملة مكافحة البَرَنجة، ومكافحة الأطفال، ومكافحة تعدد الزوجات التي بدأها الاتحاد السوفيتي. منذ تفكك الاتحاد السوفيتي، ادعى رئيس طاجيكستان إيمومالي أن الحجاب ليس جزءًا من الثقافة الطاجيكية. تم الهجوم على الحجاب من قبل حكومة القيرغيزية الرئيس ألمظك أتامباييف.   نادرًا ما يتم ارتداؤه الآن في آسيا الوسطى.

## الطراز

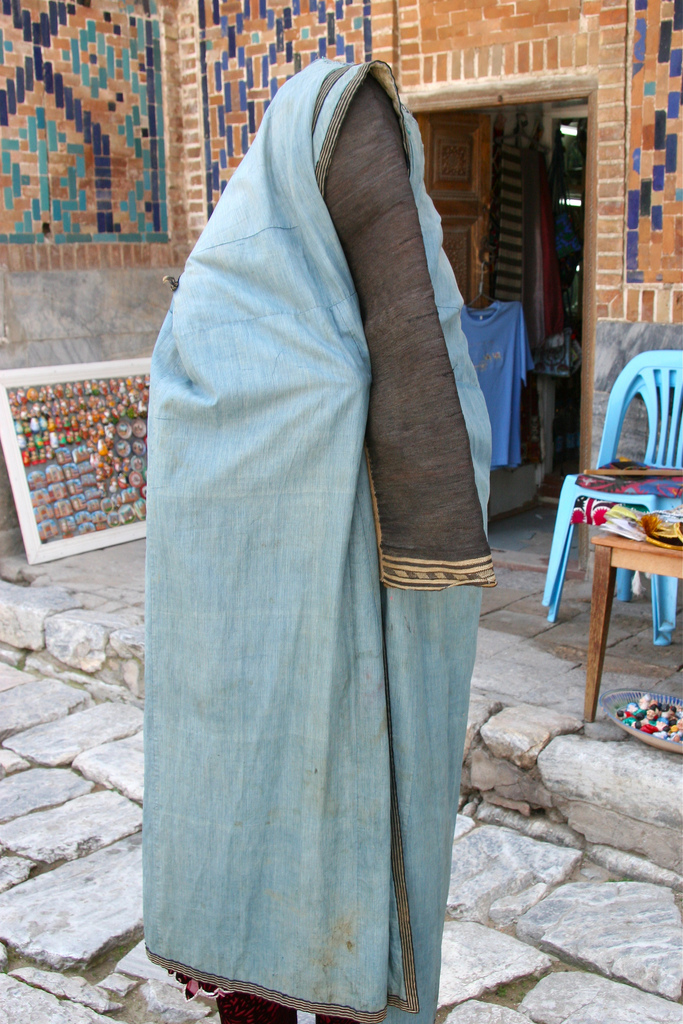
بَرَنجة على الطراز الأوزبكي
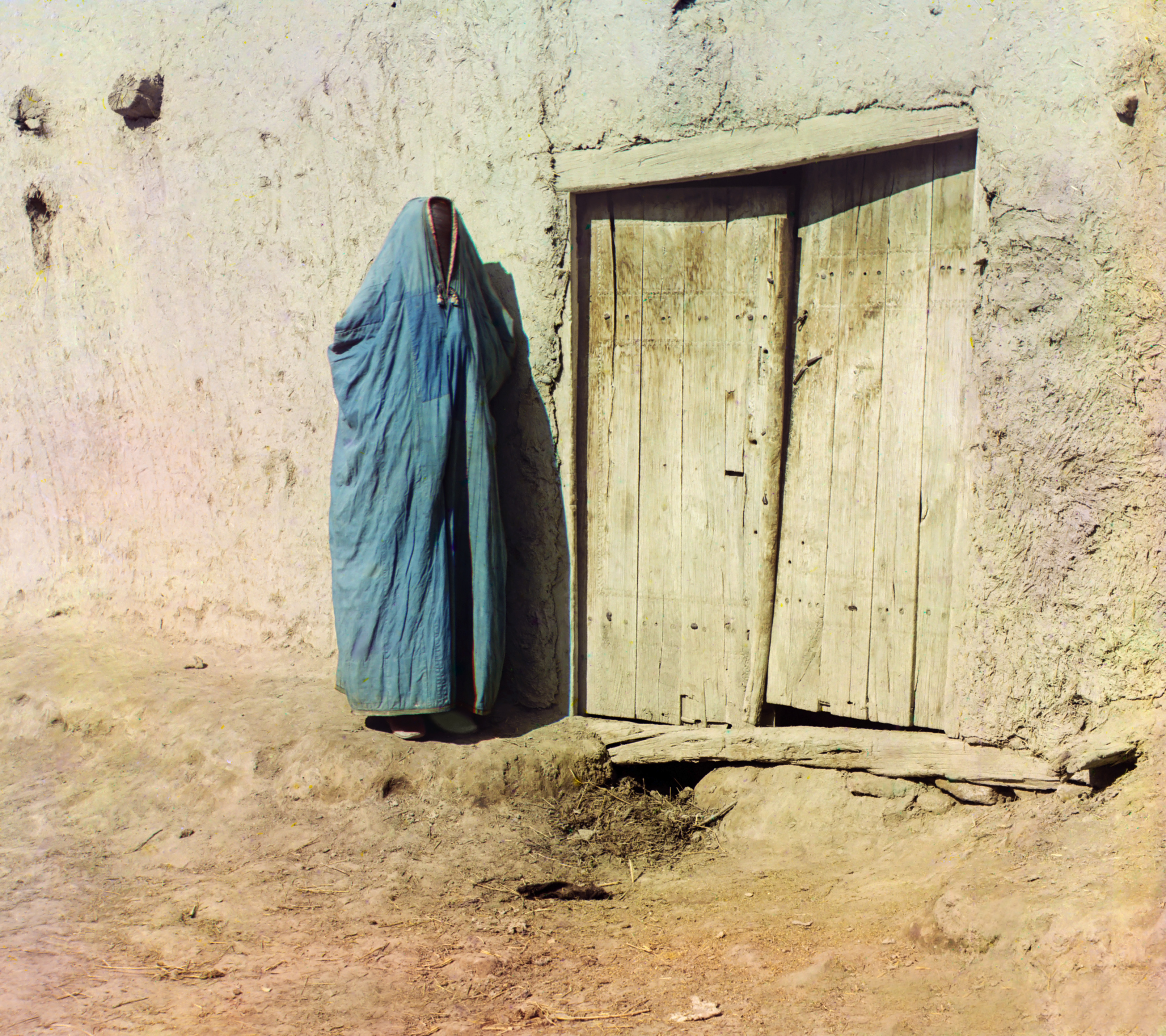
مثال على البَرَنجة الأوزبكي
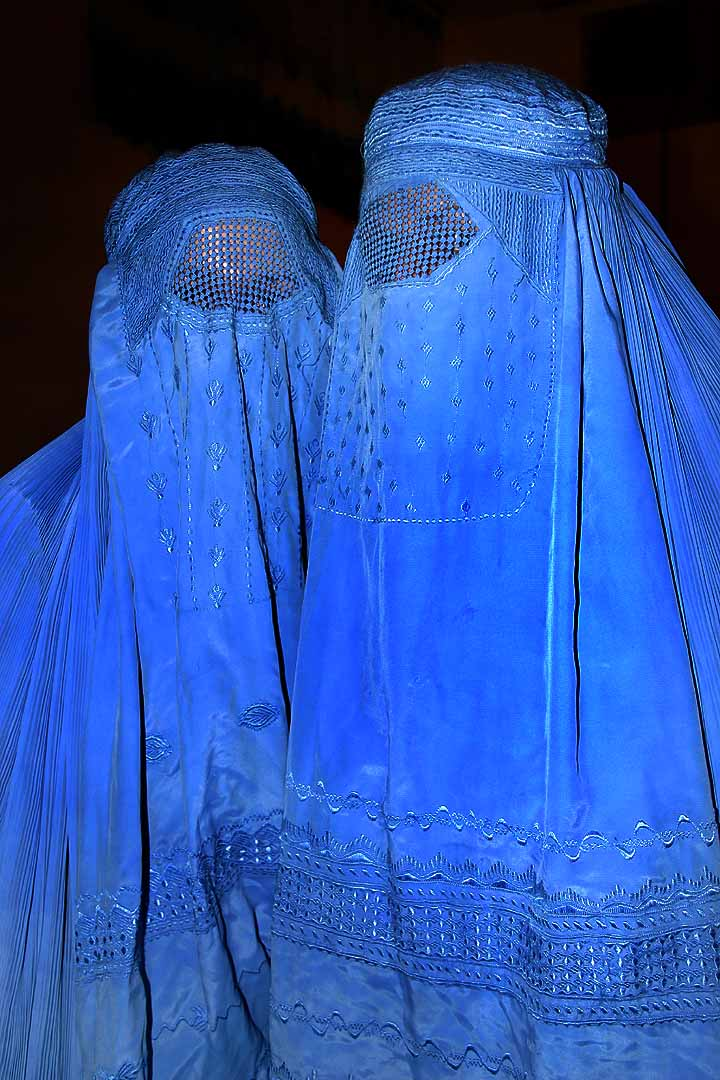
بَرَنجة
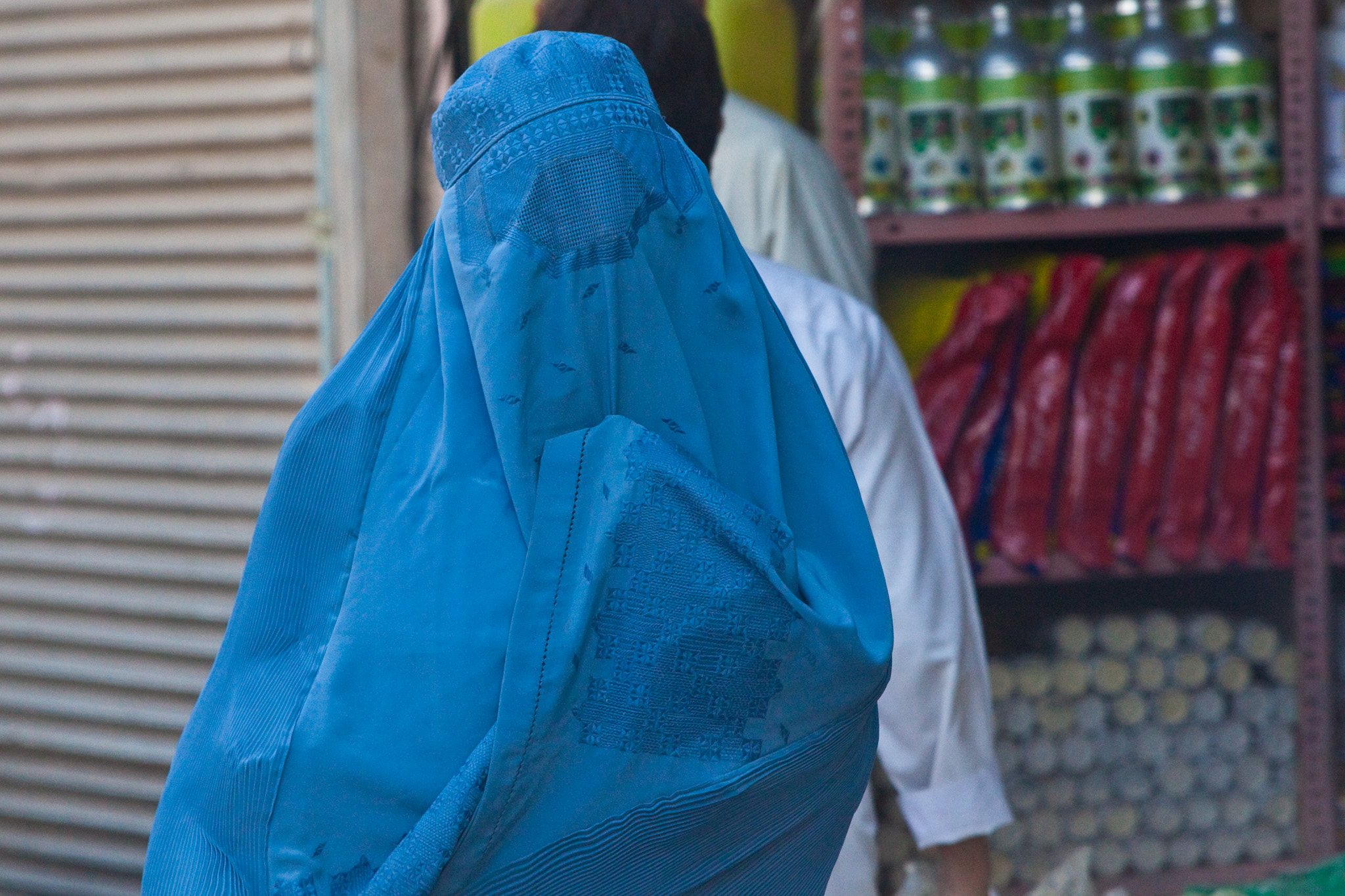
بَرَنجة
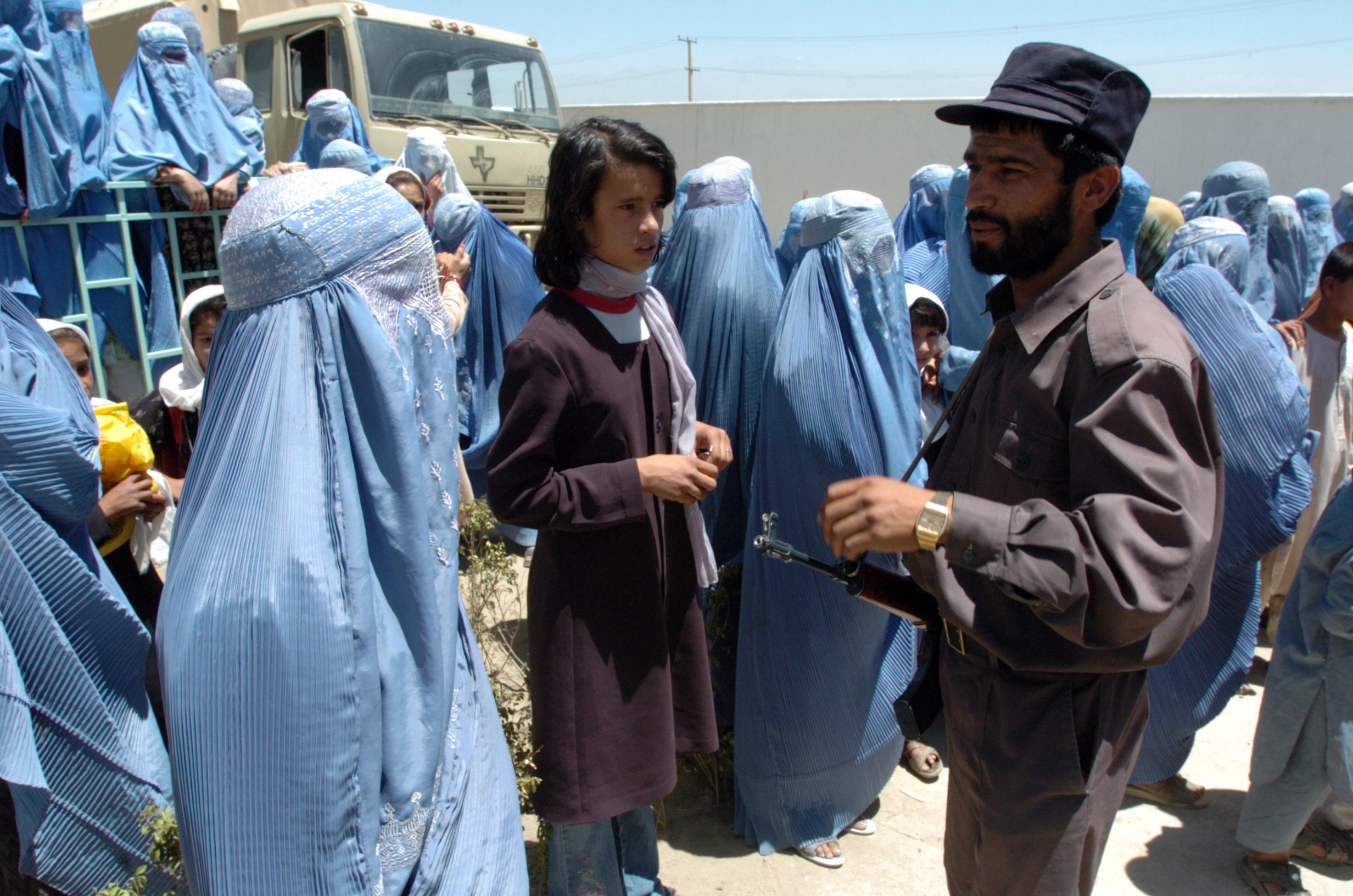
البَرَنجة
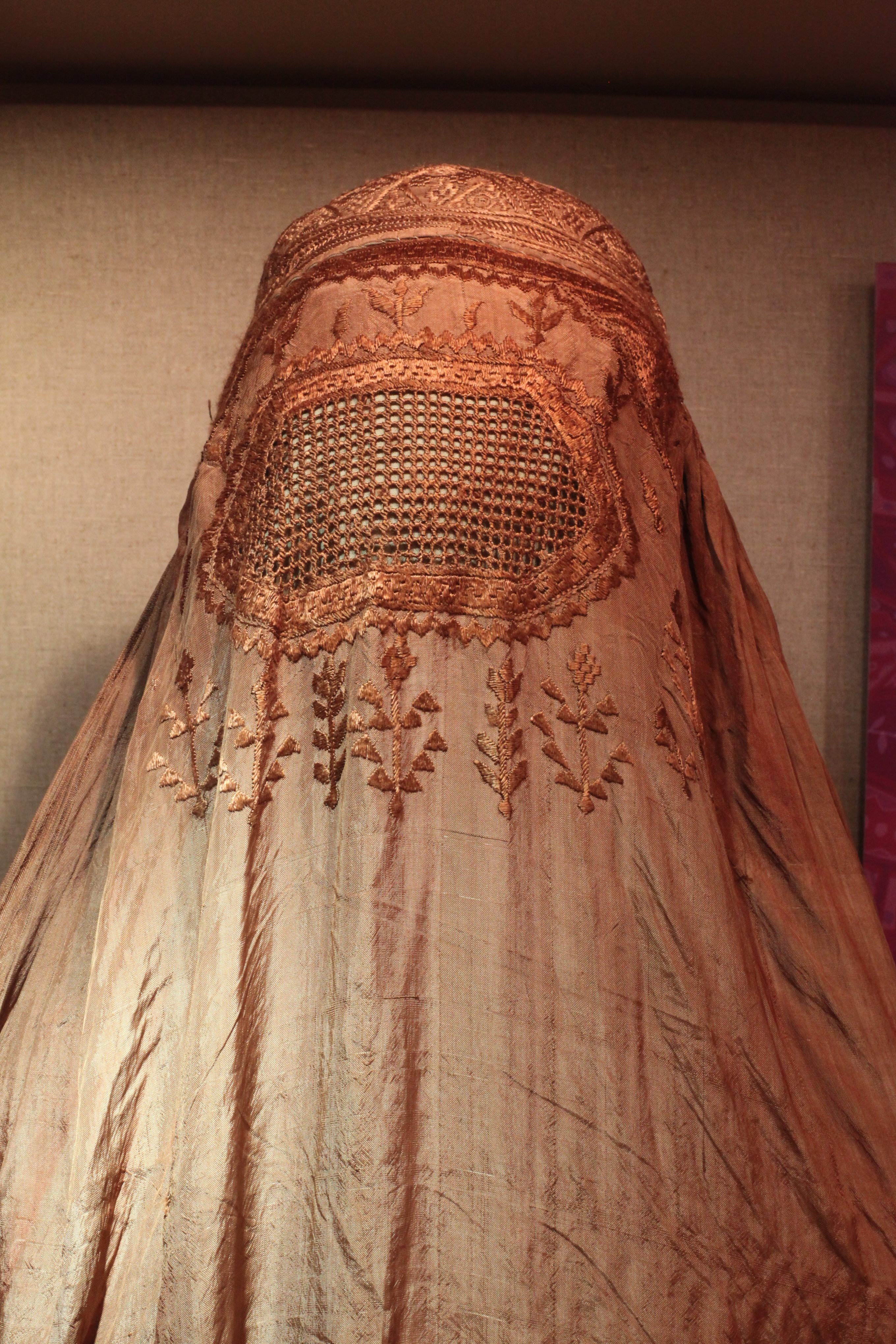
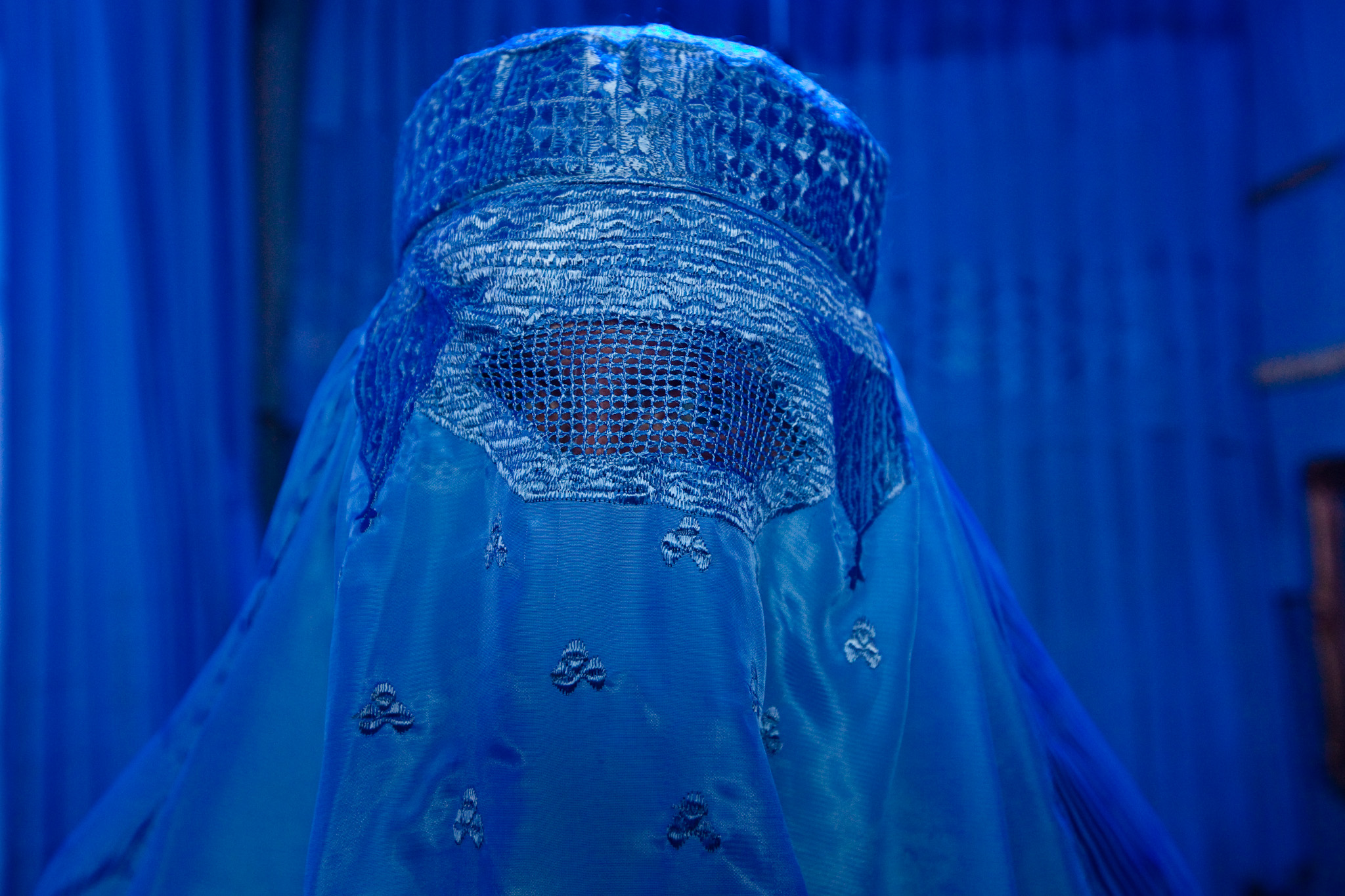
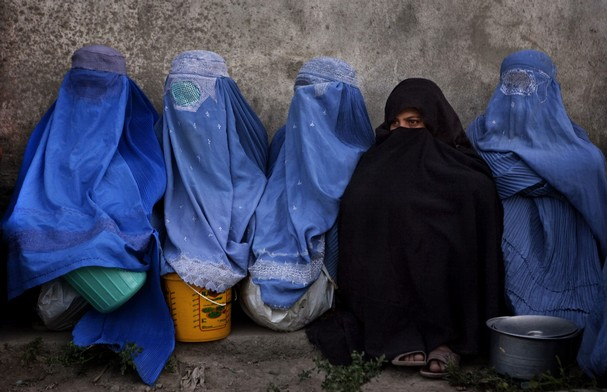
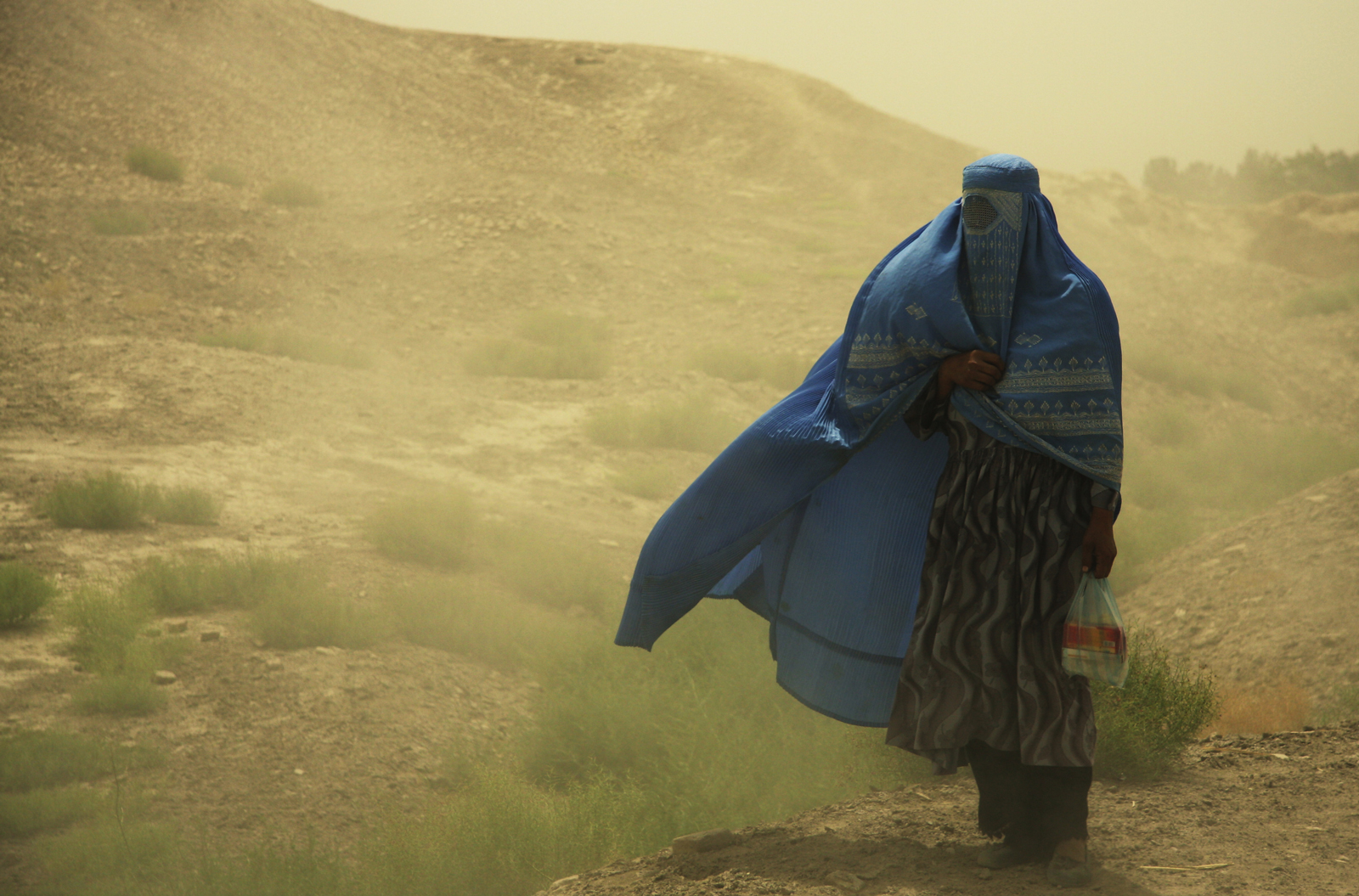

## روابط خارجية
لتحليل ومناقشة وظيفة الثوب، وللحصول على صور من هذه الثوب، انظر:
- Worldisround.com
- Powerhousemuseum.com
- http://www.all-about-photo.com/photographer.php?name=arkady-shaikhet&id=517&popupimage=8#top
- http://weheartit.com/entry/group/38110430
- http://www.susanmeller.com/books/silk-and-cotton/
- http://shop.hotmooncollection.com/uzbek-horsehair-face-veil/ https://www.pinterest.com/pin/101542166574656568
- http://www.talesoftheveils.info/dave_potter/new_uzbeki_woman.html